# الاتحاد العام الرياضي للجامعات
 الاتحاد الرياضي المصري للجامعات هو اتحاد رياضي تابع لوزارة التعليم العالي المصرية. ويقوم الاتحاد الرياضي المصري للجامعات برعاية جميع الأنشطة الرياضية التي تتم بالجامعات المصرية وذلك من خلال فروعه بمحافظات مصر، يعمل أيضاً على نشر الثقافة الرياضية وتشجيع فرص الممارسة الرياضية للطلاب في جميع الهيئات الجامعية الأعضاء بالاتحاد.

## فريق الاتحاد
وافق مجلس الاتحاد على مقترح إعداد فريق عمل من طلاب الجامعات المصرية داخل كل جامعة لفريق الاتحاد لدعم المشاركة الطلابية .

## الأهداف
1. البناء الجيد للجسم .
2. تدعيم روح التنافس الشريف بين الطلاب المتنافسين .
3. اكتساب الخبرات الرياضية المختلفة وذلك من خلال الاحتكاك مع اللاعبين من داخل مصر و خارجها في البطولات القيمة و العربية .
4. غرس الثقة بالنفس لدى اللاعبين .
5. التعرف على المهارات المختلفة مما يضيف للطلاب مهارات رياضية جديدة
6. تنمية الطلاب ليصبحوا نماذج مميزة وقيادية
7. تعلم العديد من المجالات وتطبيقها عملياً مثل:

- التسويق
- العلاقات العامة
- إدارة الوقت
- إدارة الأعمال
- التخطيط
- مهارات المحادثة اللينة - الاتصالات - القيادة
- تدريب تي أمو تي
- ريادة الأعمال
- الموارد البشرية
- اللوجيستيات
- إدارة الجودة
- التنظيم
- خبرات المستخدمين
- تصميمات الجرافيك
- إدارة الاستراتيجيات
- تدريبات المعيشة